# Asphodelus albus
El asfódelo, varilla de San José, gamoncillo o gamón blanco (Asphodelus albus) es una planta herbácea perenne nativa de la región mediterránea.

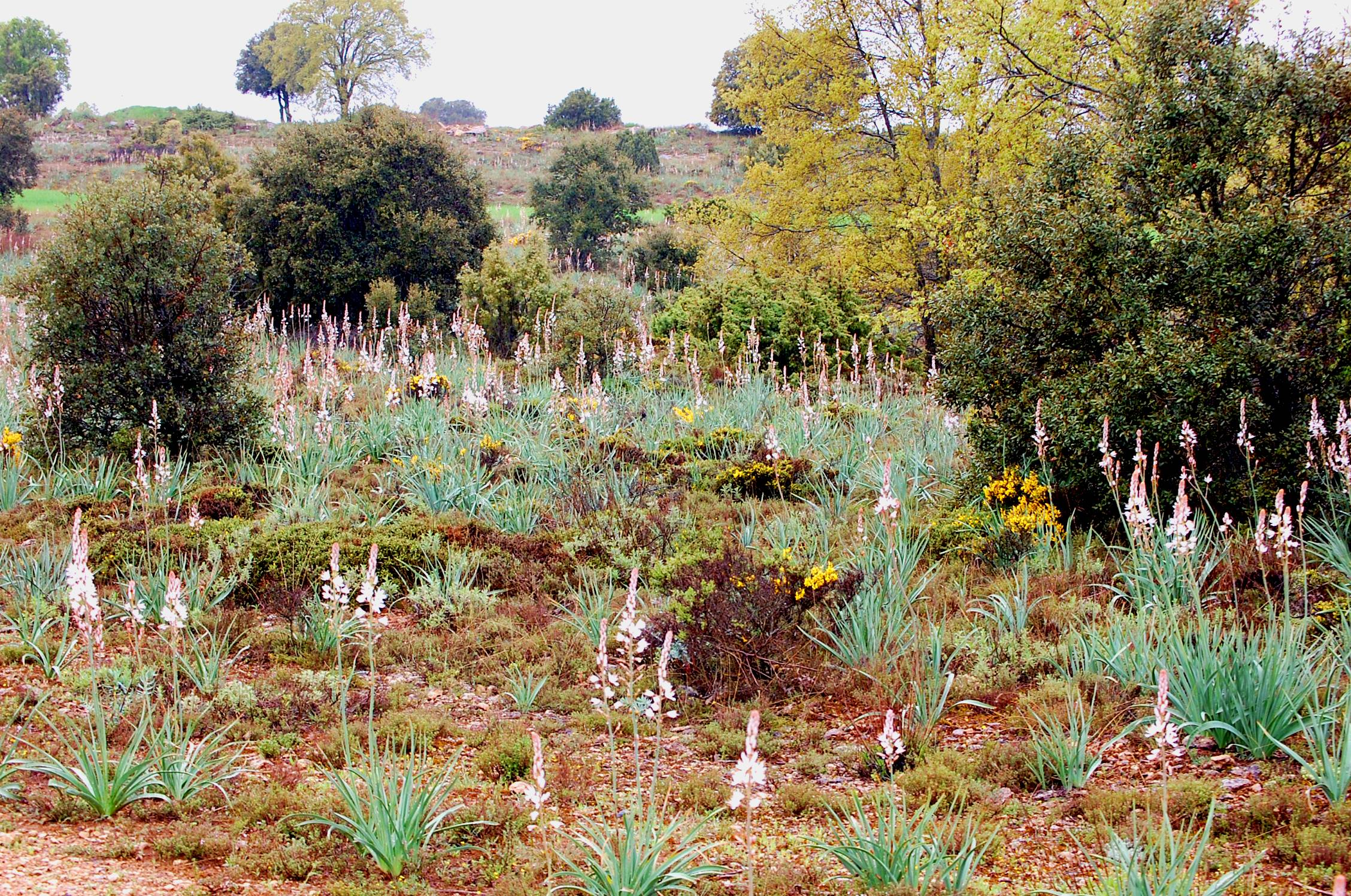
Vista del hábitat de Asphodelus albus en Torrecuadrada de los Valles.

## Características
A. albus puede alcanzar hasta 200 cm de altura, aunque esto puede variar muchísimo según la disponibilidad de agua. Tiene un único tallo recto, apoyado en raíces tuberosas. Las hojas nacen a partir de la base del tallo; son largas y acanaladas, de superficie cerúlea. Las flores aparecen entre mayo y agosto en su región nativa; son hermafroditas, actinomorfas, hexapétalas, y se van juntando a medida que se asciende por el tallo, que raramente se encuentra ramificado, hasta llegar al ápice que están en racimos o más agrupadas. Los frutos son cápsulas ovoides, ubicadas al cabo de cortos pedúnculos, de color amarillo-verdoso que se abren en tres partes al madurar.

## Hábitat

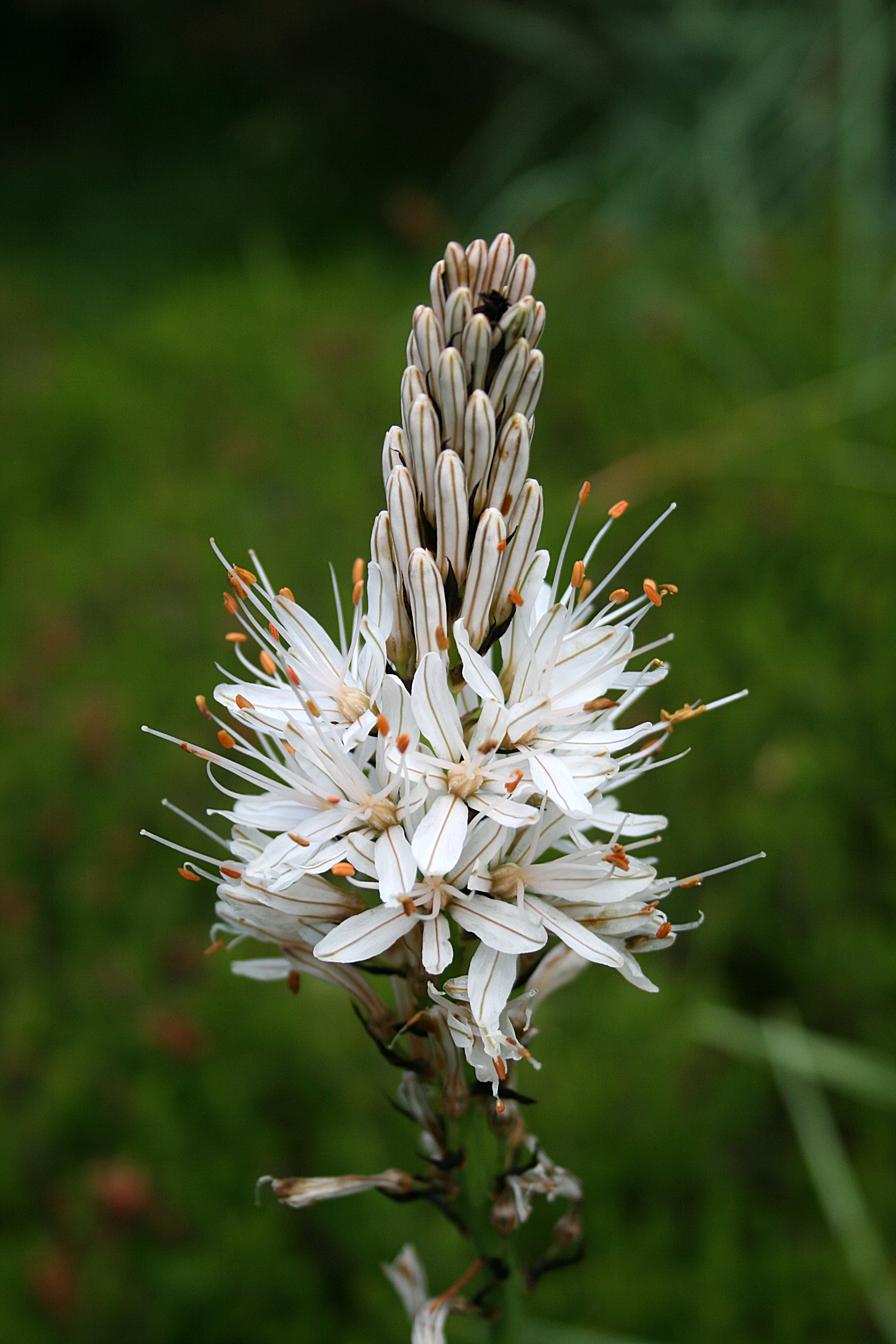
asfodelo en el Jardín Botánico Alpino La Jaysinia (Francia).

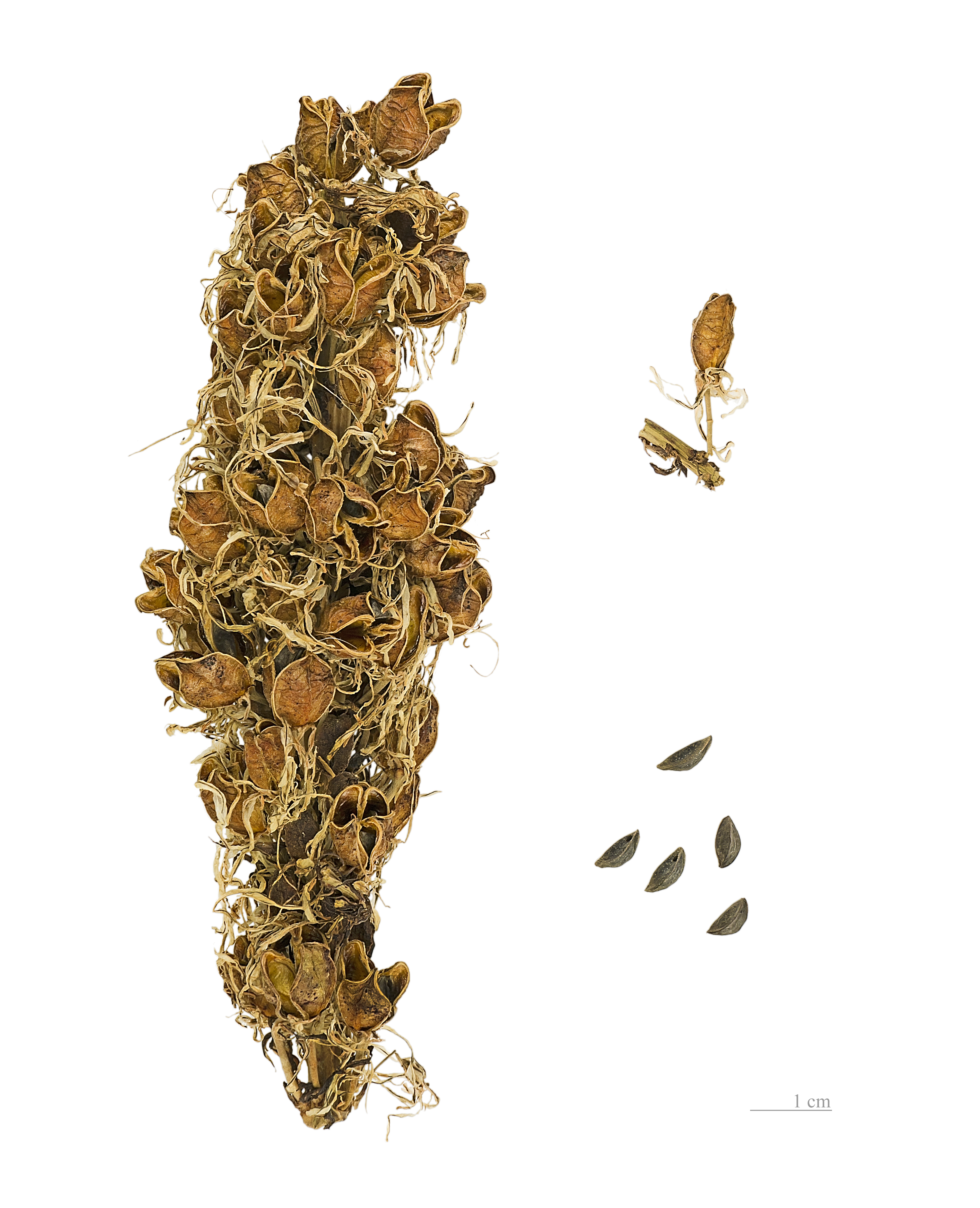
Asphodelus albus

'Se desarrolla en pastizales, prados y montes de secano bien soleados. Florece desde finales de marzo hasta principios de verano en que se seca. Son de las primeras plantas que salen en un monte de encinar quemado, pues sus raíces aguantan mucho el calor. En los montes en donde abundan los jabalíes es muy difícil de ver pues les encanta comérsela.'

## Cultura y usos

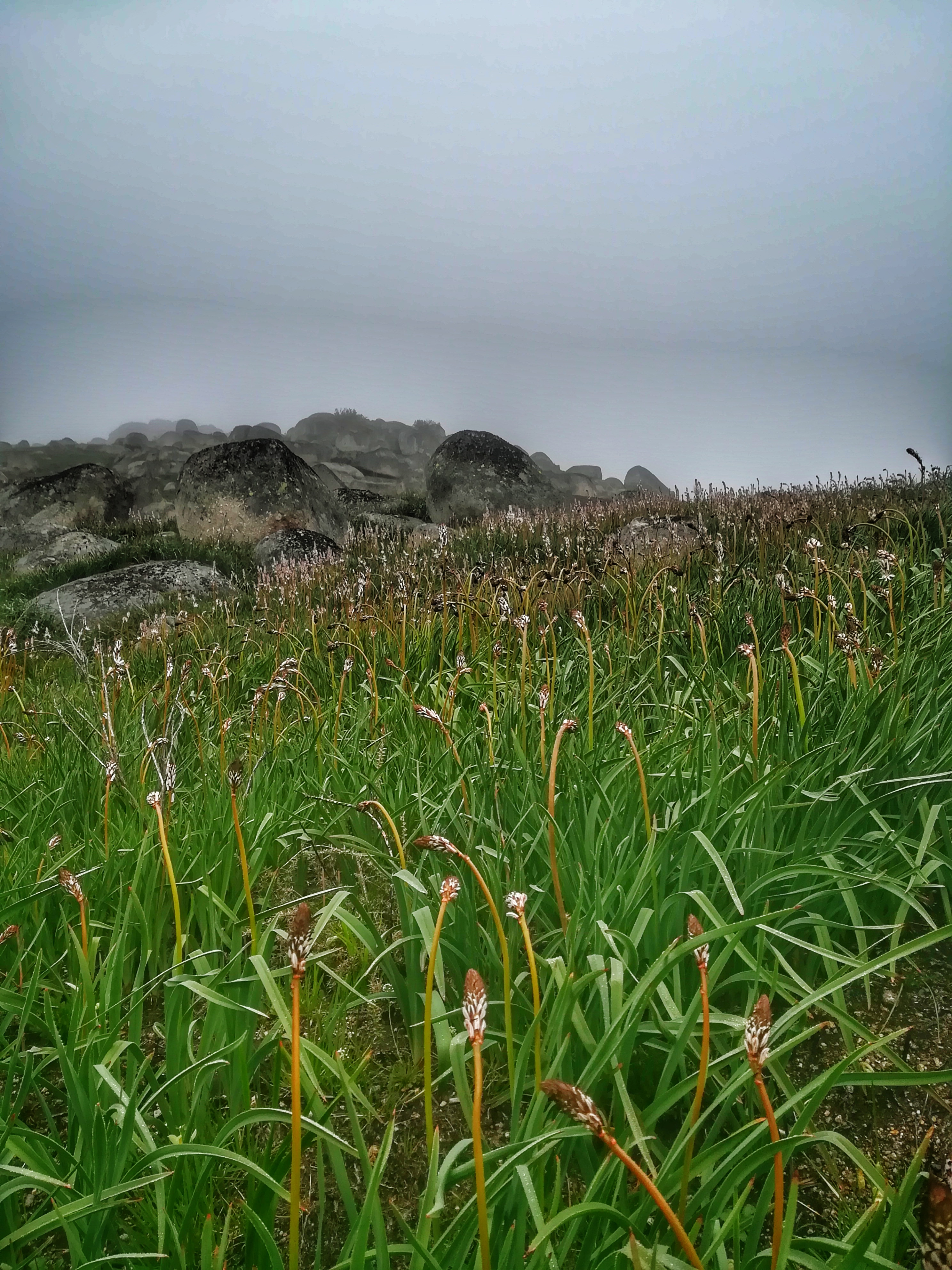
En plena sierra de Montemuro, los árboles de Abrótega empiezan a florecer

En la antigua Grecia, el asfódelo blanco se asociaba a la muerte y el tránsito a los Campos Elíseos; era frecuente su presencia en las ceremonias fúnebres. En la mitología, los Prados asfódelos eran una sección del inframundo equivalente al limbo cristiano.
El rizoma y los tubérculos son tóxicos en crudo, no recomendables por su contenido de  asfodelina. La fermentación de los mismos produce alcohol. 
Dentro de la Comarca de Omaña (provincia de León) se utilizaban las hojas de los gamones para dar de comer a los gochos (cerdos). Y lo mismo en muchos pueblos de la comarca de la Alcarria Alta de Guadalajara.
En el Campo de Gibraltar, hasta los años sesenta la raíz se usaba para tratar los hongos o empeines de la cara y las extremidades.
En Ubrique, un pueblo de la provincia de Cádiz, hay una fiesta tradicional celebrada el tres de mayo, en la que el tallo de los gamones se calienta en algunas candelas y se hace explotar chocándolo contra las piedras.
En Cabeza del Caballo y en la comarca de la Ramajería, en Salamanca[¿cuál?], se usaban los tallos secos para encender candiles y faroles tomando la llama desde la lumbre.

## Taxonomía
Asphodelus albus fue descrita por Philip Miller y publicado en Gard. Dict. ed. 8 3 1768.
Etimología
Asphodelus: nombre genérico que deriva del griego antiguo ἀσφόδελος, de etimología desconocida
En la Grecia Antigua el asfódelo se relaciona con los muertos. Homero afirma que en el Hades o mundo subterráneo estaban los Prados Asfódelos (ἀσφόδελος λειμών), adonde iban los muertos que no merecían premio ni castigo. Con frecuencia se relaciona el asfódelo con Perséfone, que aparece coronada con una guirnalda de esta planta. 
albus: epíteto latíno que significa "blanco".
Sinonimia
- Asphodelus albus subsp. albus
- Asphodelus albus subsp. villarsii (Verl. ex Billot) I.Richardson & Smythies
- Asphodelus arrondeaui J.Lloyd
- Asphodelus macrocarpus Parl.
- Asphodelus sphaerocarpus Gren. & Godr.
- Asphodelus subalpinus Gren. & Godr.
- Asphodelus villarsii Verl. ex Billot[4]

## Nombre común
- Castellano: varita de San José, asfódelo blanco, asfódelo, asfódelo de flores que tienen algo de encarnado, asfódelo hembra, asfódelo macho, atiza candiles, brotia, cebolla de gamonita, cebolla gamonita, ceborrincha, chandazul, espárrago amarguero, gambón, gambonitero, gaboneto, gamón, gamón blanco, gamón hembra, gamón negro, gamona, gamones, gamones valencianos, gamoneta, gamonilla, gamonita, gamonito, gamonitos, gamueto, garahillas, jagota, perigallo, pirigallo, porreta, porrino, puerros, puerro silvestre, ujeta, vara de San José.[4]